# Estadio Raúl Orlando Lungarzo
El Raúl Orlando Lungarzo es un estadio de fútbol ubicado en el partido de Chivilcoy,provincia de Buenos Aires, Argentina. Pertenece al Club Atlético Independiente, que participa del Torneo Federal A y la Liga Chivilcoyana de fútbol (regional).